# Reinhard Mey
Reinhard Friedrich Michael Mey, född 21 december 1942 i Berlin, är en tysk singer-songwriter. I Frankrike är han känd som Frédérik Mey.
Mey har släppt 27 tyska album fram till 2009, och släpper nya album ungefär vartannat år. Hans första album var Ich wollte wie Orpheus singen (1967) och det senaste studioalbumet är Dann mach's gut (2013). Hans största framgång hittills har varit Mein Achtel Lorbeerblatt (1972). Hans mest kända sång anses vara "Über den Wolken" (1974). Mey turnerar vanligtvis vart annat eller var tredje år, med ett livealbum släppt från varje turné.

## Biografi
Reinhard Mey föddes den 21 december 1942 i Berlin, Tyskland, där han även växte upp. Vid tolv års ålder fick han sin första pianolektion och vid fjorton års ålder fick han sin första gitarr. Han lärde sig själv att spela trumpet. Under sin skolgång fick han erfarenhet av framträdanden genom att spela skiffle-musik med vänner. 1965 erbjöds Mey chansen att framträda på en Liedermacher-festival på Burg Waldeck, en konverterad slottsruin. Detta ledde till hans första inspelningskontrakt. 1961 blev han en del av gruppen Les Trois Affamés, med Schobert Scholz.
1963 utexaminerades Mey från Französisches Gymnasium Berlin, och fick en tysk studentexamen samt en fransk Baccalauréat, och började därefter att lärlingsutbildning som industriell handlare vid Schering AG Berlin. Han avbröt sina universitetsstudier i ekonomi för att helt ägna sig åt låtskrivande och sång, och har sedan dess blivit en framgångsrik artist i Tyskland, Frankrike och Nederländerna med låtar på både tyska, franska och nederländska. Han spelar in sitt franska material under namnet Frédérik Mey. 1967 gifte han sig med fransyskan Christine. Paret skilde sig 1976.
Idag bor Mey i Berlin-Frohnau med sin andra fru Hella som han gifte sig med 1977. Reinhard och Hella Mey har tre barn: Frederik, född 20 november 1976, Maximilian, född 28 januari 1982 och Victoria-Luise, född 19 november 1985.
Sonen Maximilian bröt ihop 2009 efter att ha hjärt- och lungstopp på grund av en icke diagnostiserad lunginflammation. Han hamnade sedan i koma, från vilken han aldrig vaknade upp, utan avled i maj 2014, 32 år gammal.

## Texter och politiska åsikter
Mey skriver både sensitiva och humoristiska sånger, och tar mestadels handlingen från vardagslivet och vad som omger det. Hans teman inkluderar livet på gatan, hans fritidsintressen (som att flyga), barnminnen, hans familjeliv och vad som omger det, och då och då politik. Många av hans låtar är humoristiska och demonstrerar Meys lingvistiska allsidighet. Meys sånger karaktäriseras av deras språkuttryck och fångande melodier.
Meys politiska texter tenderar att vara något till vänster. Han står framförallt för frihet och icke-våld, och inte enbart i sina sånger. Exempelvis deltog han i en demonstration i början av 2003 mot det kommande kriget i Irak. Starkt influerad av franskans chanson var Meys politiska sånger relativt få bland hans verk i början, men har ökat i kvantitet med tiden, så att det vanligtvis finns minst en låt på varje nytt album som berör politik. Albumet Nanga Parbat från 2004 inkluderar låten ”Alles OK in Guantanamo Bay”, en sång som är kritisk mot USA:s internering på Guantanamobasen på Kuba.
I åratal har Mey varit en ivrig vegetarian och har även varit aktiv i den tyska avdelningen av organisationen People for the Ethical Treatment of Animals (PETA). Flera av hans låtar behandlar förebyggande av elakhet mot djur. En känd sådan är ”Die Würde des Schweins ist unantastbar” (ungefär "en gris dignitet är okränkbar", vilket upprepar den tyska konstitutionens första artikel).

## Priser
- 1968 Prix International de la Chanson française (den första icke-franske sångaren som fick detta pris)
- 1983 Verdienstkreuz am Bande
- 2001 Verdienstkreuz 1. Klasse

## Utvald diskografi

### Tyska

#### Studioalbum
- 1967 – Ich wollte wie Orpheus singen
- 1968 – Ankomme Freitag, den 13.
- 1970 – Aus meinem Tagebuch
- 1971 – Ich bin aus jenem Holze
- 1972 – Mein achtel Lorbeerblatt
- 1974 – Wie vor Jahr und Tag
- 1975 – Ikarus
- 1977 – Menschenjunges
- 1979 – Keine ruhige Minute
- 1980 – Jahreszeiten
- 1981 – Freundliche Gesichter
- 1983 – Die Zwölfte
- 1985 – Hergestellt in Berlin
- 1986 – Alleingang
- 1988 – Balladen
- 1990 – Farben
- 1992 – Alles geht
- 1994 – Immer weiter
- 1996 – Leuchtfeuer
- 1998 – Flaschenpost
- 2000 – Einhandsegler
- 2002 – Rüm Hart
- 2004 – Nanga Parbat
- 2007 – Bunter Hund
- 2010 – Mairegen
- 2013 - Dann mach's gut

#### Livealbum
- 1971 – Reinhard Mey live
- 1974 – 20.00 Uhr
- 1978 – Unterwegs
- 1981 – Tournee
- 1984 – Live '84
- 1987 – Die grosse Tournee '86
- 1991 – Mit Lust und Liebe
- 1995 – Zwischen Zürich und zu Haus
- 1997 – Lebenszeichen
- 1999 – Lampenfieber
- 2002 – Solo – Die Einhandsegler Tournee
- 2003 – Klaar Kiming
- 2006 – !ich kann
- 2009 – Danke Liebe Gute Fee
- 2012 - Gib mir Musik!

#### Samlingsalbum
- 1973 – Mädchen in den Schänken
- 1973 – Alles was ich habe
- 1977 – Starportrait
- 1982 – Starportrait 2, Welch ein Geschenk ist ein Lied
- 1987 – Die großen Erfolge
- 1989 – Mein Apfelbäumchen
- 1990 – Die Story (6-CD-Release Bertelsmann Buchclub)
- 1993 – Ich liebe dich
- 1997 – Du bist ein Riese ...
- 2000 – Peter und der Wolf / Tierballaden
- 2003 – Über den Wolken – Lieder aus 4 Jahrzehnten

#### Singlar
- 1965 – Geh und fang den Wind / Drei Lilien (Debutsingel; Tysk coverversion på Donovans "Catch The Wind" under pseudonymen Rainer May)
- 1966 – 25 00 30 Fred Kasulzke protestazki / Frau Pohl / Vertreterbesuch / Ballade / Bauer ich bitt euch (EP)
- 1966 – Die drei Musketiere / Schuttabladeplatz der Zeit / Abgesang / Mein Kanapee (EP)
- 1968 – Diplomatenjagd / Komm, giess mein Glas noch einmal ein
- 1969 – Ich hab' nur Dich gekannt / Der Weg zurück
- 1970 – Die Ballade vom Pfeifer / Ankomme, Freitag, den 13.
- 1970 – In meinem Zimmer fällt leis' der Regen / Ein Krug aus Stein
- 1971 – Die heisse Schlacht am kalten Buffet / Neun... und vorbei
- 1971 – Der Mörder ist immer der Gärtner / Längst geschlossen sind die Läden
- 1972 – Annabelle, ach Annabelle / Bevor ich mit den Wölfen heule
- 1973 – Trilogie auf Frau Pohl / Das Geheimnis im Hefeteig oder der Schuss im Backofen
- 1973 – Aber Deine Ruhe findest Du nicht mehr / Zwei Hühner auf dem Weg nach Vorgestern
- 1974 – Mann aus Alemannia / Über den Wolken
- 1974 – Gute Nacht Freunde / Musikanten sind in der Stadt
- 1974 – Über den Wolken / Der alte Bär ist tot und sein Käfig leer
- 1975 – Es gibt Tage, da wünscht' ich, ich wär' mein Hund / Es bleibt eine Narbe zurück
- 1975 – Hab Erdöl im Garten / Ich bin Klempner von Beruf
- 1977 – Ist mir das peinlich / Mein erstes graues Haar
- 1977 – Einen Antrag auf Erteilung eines Antragsformulars / Menschenjunges
- 1978 – Daddy Blue / Alles ist gut
- 1979 – Keine ruhige Minute / Dieter Malinek, Ulla und ich
- 1979 – Dr. Nahtlos, Dr. Sägeberg und Dr. Hein / Was weiss ich schon von Dir?
- 1980 – Wir sind lauter arme, kleine Würstchen / Freunde, lasst uns trinken
- 1980 – Sommermorgen / Bei Ilse und Willi auf'm Land
- 1981 – Müllmänner-Blues / Das Lebe ist ...
- 1983 – Was in der Zeitung steht / Ich würde gern einmal in Dresden singen
- 1983 – Hilf mir / Ich habe nie mehr Langeweile
- 1984 – Rundfunkwerbung-Blues
- 1984 – Frohe Weihnacht / Alles ist so schön verpackt
- 1985 – Lasst sie reisen / Ich grüsse ...
- 1990 – Alle Soldaten woll'n nach Haus'
- 1986 – Nein, meine Söhne geb' ich nicht
- 1992 – Das Etikett (Promo-Single)
- 1994 – 51er Kapitän
- 1996 – Lilienthals Traum
- 1998 – Die 12 Weihnachtstage (Adaptation of the British Christmas song "The Twelve Days of Christmas") / Willst Du Dein Herz mir schenken
- 2000 – Einhandsegler
- 2000 – Ich bring' Dich durch die Nacht (Promo-Single)

#### Med andra artister
- 1986 – Ein Loch in der Kanne (Live med Rainhard Fendrich)
- 1996 – Liebe, Schnaps & Tod (med Hannes Wader och Klaus Hoffmann)
- 1999 – Einfach abhau'n, einfach geh'n (Maxi-cd, med Ina Deter)
- 2003 – Mey, Wader, Wecker – Das Konzert (live med Hannes Wader och Konstantin Wecker)

#### DVD
- 2003 – Klaar Kiming
- 2009 – Danke liebe gute Fee

### Brittiska album
- 1970 – One Vote for tomorrow

### Franska album

#### Studio
- 1970 – Frédérik Mey, Vol. 1
- 1972 – Frédérik Mey, Vol. 2
- 1974 – Frédérik Mey, Vol. 3
- 1976 – Frédérik Mey, Vol. 4
- 1979 – Frédérik Mey, Vol. 5
- 1982 – Frédérik Mey, Vol. 6
- 2005 – Frédérik Mey, Vol. 7 – douce France

#### Live
- 1976 – Recital Frédérik Mey à l'Olympia
- 1979 – Bobino

### Nederländska album
- 1975 – Als de dag van toen
- 1976 – Er zijn dagen ...